# Ponta del Perro
A ponta del Perro  (em português ponta do cão) é um cabo de terra em águas do oceano Atlântico onde se assenta parte da cidade de Chipiona em Espanha, na província de Cádis. É uma área plana que tem sido em grande parte remodelada pela construção de quebra-mares para as ondas, bem como do passeio marítimo e a esplanada do farol de Chipiona.
Outra parte da ponta foi-se conformando como uma língua arenosa entre os muros do passeio marítimo e o Espigão de 1992.
A ponta foi-se formando, ao igual que grande parte do território de Chipiona, pelos depósitos argilosos do rio Guadalquivir.